# Yuna de la posada Yuragi
Yuna de la posada Yuragi (ゆらぎ荘の幽奈さん Yuragi-sō no Yūna-san?) es una serie de manga escrita e ilustrada por Tadahiro Miura. La historia gira en torno a Kogarashi Fuyuzora, un exorcista pordiosero que se asenta en la casa de huéspedes que da título a la obra, donde convive con una amigable fantasma llamada Yuna y con otras jóvenes médiums, quienes paulatinamente se interesan por él. El hilo narrativo principal es que el protagonista se compromete a ayudar a la espíritu con sus asuntos pendientes, para que consiga ascender al plano espiritual.
El autor había trabajado en el concepto de la fantasma con remordimientos antes de siquiera tener en mente la premisa de la obra, y luego sobrevino la idea de la posada, un escenario que creía adecuado para este personaje. Una vez completado el prototipo de los primeros tres capítulos, acudió a Shōnen Jump para que lo tomaran. Los responsables de la revista dieron luz verde al proyecto, no sin antes implementar una serie de modificaciones, con las que el material perdió dramatismo. El capítulo inicial se publicó el 8 de febrero de 2016, mientras que el primer tomo tankōbon hizo lo propio el 3 de junio de ese año. Se lo puede definir como un arquetipo de manga ecchi, dado que apela a gags de índole sexual que siguen un mismo patrón. Por otro lado, el personaje actúa muy diferente, en comparación con otras obras de harem, pues demuestra atractivo genuino y bravura. La publicación concluyó el 4 de diciembre de 2020, momento en que se lanzó el vigesimocuarto y último volumen compilatorio.
El material escrito se adaptó a una serie de anime, producida por Xebec y dirigida por Tsuyoshi Nagasawa. Los doce episodios se emitieron en cadenas japonesas como BS11 y Tokyo MX desde el 14 de julio hasta el 29 de septiembre de 2018. Anteriormente, el mismo estudio de animación había desarrollado un OVA, y durante la transmisión del anime realizaron dos más. El cuarto y último episodio especial corrió a cargo de Signal.MD y se publicó a fines de 2020. Se produjeron asimismo dos videojuegos basados en la historia: Yuuna and the Haunted Hot Springs: Steam Dungeon (2018), para PlayStation 4 y demás consolas, y Yuragi-sō no Yūna-san: Dororon Onsen Daikikō (2019), destinado a teléfonos móviles.
Por otra parte, la obra fue mal recibida por la mayoría de los críticos e igualmente por los lectores de Shōnen Jump, al considerársela demasiado explícita para una revista orientada a jóvenes. De forma semejante, tras la publicación de un capítulo cuya portada era muy sugerente, diversos profesionales japoneses se manifestaron en contra de lo que interpretaron como mensajes machistas en este manga. Con respecto a las ventas, hacia mediados de 2018 había más de 1 500 000 de copias de esta obra en circulación. Como mercadotecnia, se colocaron en venta varios productos, tales como juegos de cartas o figuras basadas en los personajes.

## Argumento

### Sinopsis
Kogarashi Fuyuzora es un estudiante de preparatoria que tiene la facultad de ver e interactuar con fantasmas, yōkai y tantos otros espíritus. Susceptible a este tipo de fenómenos desde niño, en el pasado su cuerpo fue poseído en múltiples oportunidades, cosa que en el presente lo ha dejado desamparado, sin refugio ni dinero. No obstante, tiene también la capacidad de exorcizar espíritus dándoles un puñetazo, y es ello lo que resolverá todos sus problemas: un día, le ofrecen un alquiler sumamente barato —aproximadamente mil yenes al mes—, con comida incluida, en Yuragi, una antigua posada de aguas termales convertida en pensión. El lugar ha permanecido cerrado al público desde que cierta actividad paranormal ahuyentara a los clientes.
La razón de tan beneficiosa oferta es que primero debe exorcizar al espíritu en cuestión, arraigado en el sitio desde que fue asesinado allí. Una vez cumplido el encargo, se le permitirá hospedarse gratuitamente de por vida. Sin embargo, Kogarashi desconoce que la fantasma, Yuna, tiene una personalidad encantadora y una atractiva apariencia juvenil. Incapaz de golpearla, opta por quedarse allí y convivir con ella; con tres inquilinas, médiums como él; y con la joven casera. De esta manera, el protagonista entabla relación con todas —cada una, de personalidad marcadamente diferente— y la obra adquiere características de harem, al mismo tiempo que el joven ayudará a Yuna a superar sus asuntos pendientes.

### Estilo
El manga compagina humor, romance y erotismo con escenas de acción, típicas del shōnen, lo que se hace extensivo a las criaturas que Kogarashi y compañía enfrentan. Todas las bestias que se presentan guardan relación con el folclore japonés, menos una, que sale recién en uno de los volúmenes finales. El recurso narrativo de que la mayoría de personajes femeninos se enamoren del protagonista hombre, cosa común en el género harem, se cumple aquí, pero la historia no gira en torno a este concepto; en cambio, la premisa principal de Yuna de la posada Yuragi es si Yuna conseguirá redimirse al final. El hecho de que Kogarashi preste ayuda a la fantasma, con quien además duerme en la misma habitación, es un facilitador para que surja interés romántico entre ellos.
La historia presenta humor absurdo y comedia física. La broma más recurrente es que alguna de las inquilinas interprete que Kogarashi ha tenido una acción propia de un pervertido y lo golpee, aunque en todos los casos se trata de malentendidos, dado que en ese sentido el protagonista es recatado, en un esquema que rememora la obra de Ken Akamatsu. En la línea de tantas otras historietas de ecchi, reiteradamente se recurre al gag donde alguna de las muchachas acaba desnuda por motivos de la trama y el protagonista tropieza sobre ella, tocándola sin tener la intención de hacerlo. Por esto, las escenas de contenido sugerente y el fanservice son muy comunes, sin llegar nunca a representarse nada explícito. La ambientación en una casa de baños termales se utiliza como recurso para censurar partes donde las jóvenes aparezcan desnudas, al tapar los cuerpos con el vapor producido por el agua.

## Personajes
A continuación, se describe brevemente a los personajes principales y se nombra a los seiyū de cada uno:
- Kogarashi Fuyuzora (冬空 コガラシ Fuyuzora Kogarashi?) es un estudiante de dieciséis años. De niño fue poseído por infinidad de almas errantes que lo obligaban a hacer todo tipo de actividades, y una de estas provocó que acabara endeudado y sin hogar.[3] Es único en su clase, puesto que solo él tiene la habilidad de despojar espíritus de un puñetazo, algo que aprendió de un maestro y que más adelante le permitió ejercer de exorcista.[3] Es un protagonista atípico de harem, en el sentido de que se rige por un código moral y no saca partido de sus compañeras.[4] Su seiyū es Yūki Ono.[4]

- Yuna Yunohana (湯ノ花 幽奈 Yunohana Yūna?) es la fantasma que da título a la obra, amable y despistada.[25] Viste un yukata que es parte de su cuerpo espiritual y, de apariencia juvenil, se la describe como muy bella.[7][26] No recuerda su vida pasada, ni tampoco está segura del motivo por el que, después de tanto tiempo, continúa atrapada en Yuragi.[10] Aun así, puede salir del lugar y merodear las zonas cercanas, aparentemente sin problemas.[10] Está encantada con el hecho de que Kogarashi sea capaz de verla y tocarla, y cuando se alarma accidentalmente provoca fenómenos poltergeist que causan destrozos.[25] Por su desfasada forma de hablar, debe de haber fallecido en algún momento de la década de 1980.[3] Conforme más tiempo pase en la Tierra, más inminente será que se vuelva malvada.[25] Su seiyū es Miyuri Shimabukuro.[4]

- Sagiri Ameno (雨野 狭霧 Ameno Sagiri?) es una kunoichi que, en clave de su papel de tsundere, se irrita con facilidad ante accidentes ocasionados por Kogarashi, volviéndose esto un elemento recurrente en la trama.[25] Integra una organización de ninjas asociada al exterminio de espíritus malignos, a la vez que asiste a la misma escuela que Kogarashi, donde se la reconoce como una joven hermosa, pero inaccesible.[27] Siente una especie de animadversión hacia los hombres y no había interactuado demasiado con alguno hasta la llegada del protagonista, con quien poco a poco desarrolla cierta cercanía.[10] Su seiyū es Rie Takahashi.[4]

- Yaya Fushiguro (伏黒 夜々 Fushiguro Yaya?) es una humana cuyo cuerpo fue poseído por una deidad gato de manera voluntaria. Comparte varias características con los felinos, puesto que gusta de acurrucarse en lugares cálidos y viste una sudadera con una capucha que tiene orejas puntiagudas.[25] Se acerca a Kogarashi cuando nota que es el único inquilino capaz de cocinar su comida preferida aunque, debido a su personalidad tímida, se lo hace saber solo indirectamente, persiguiéndolo por todo el lugar.[27] Su seiyū es Yui Ogura.[4]

- Chitose Nakai (仲居 ちとせ Nakai Chitose?) es una zashiki-warashi encargada de cuidar la posada, aprovechando su capacidad de atraer la buena y la mala fortuna.[4][28] Aparenta ser una niña de trece años, pero lleva mucho más tiempo existiendo.[10][28] En secreto asiste a la escuela secundaria, para lo que cuenta con la cooperación del director, quien la conoce desde hace décadas.[28] Su seiyū es Sayaka Harada.[4]

- Nonko Arahabaki (荒覇吐 呑子 Arahabaki Nonko?), la mayor de las inquilinas, es una oni, lo que le brinda gran fuerza.[10] Con frecuencia se la enseña ingiriendo alcohol o comportándose de forma «sexualmente agresiva».[10] Es una cazadora de yōkai retirada que en el presente se desempeña como artista de mangas shōjo, y deja de beber únicamente cuando se ve próxima a retrasarse con los plazos.[29] Su seiyū es Ai Kakuma.[4]

El resto del reparto está compuesto por, entre otros personajes, Chisaki Miyazaki, la estudiante más popular del colegio de Kogarashi, que participa en algunas aventuras con él. Con el tiempo, se trasladan a la posada figuras como Oboro Shintou, una muchacha que quiere tener hijos con el protagonista, para preservar el linaje de su familia; y Koyuzu Shigaraki, una mapache japonesa que asume la forma de humana.

## Producción

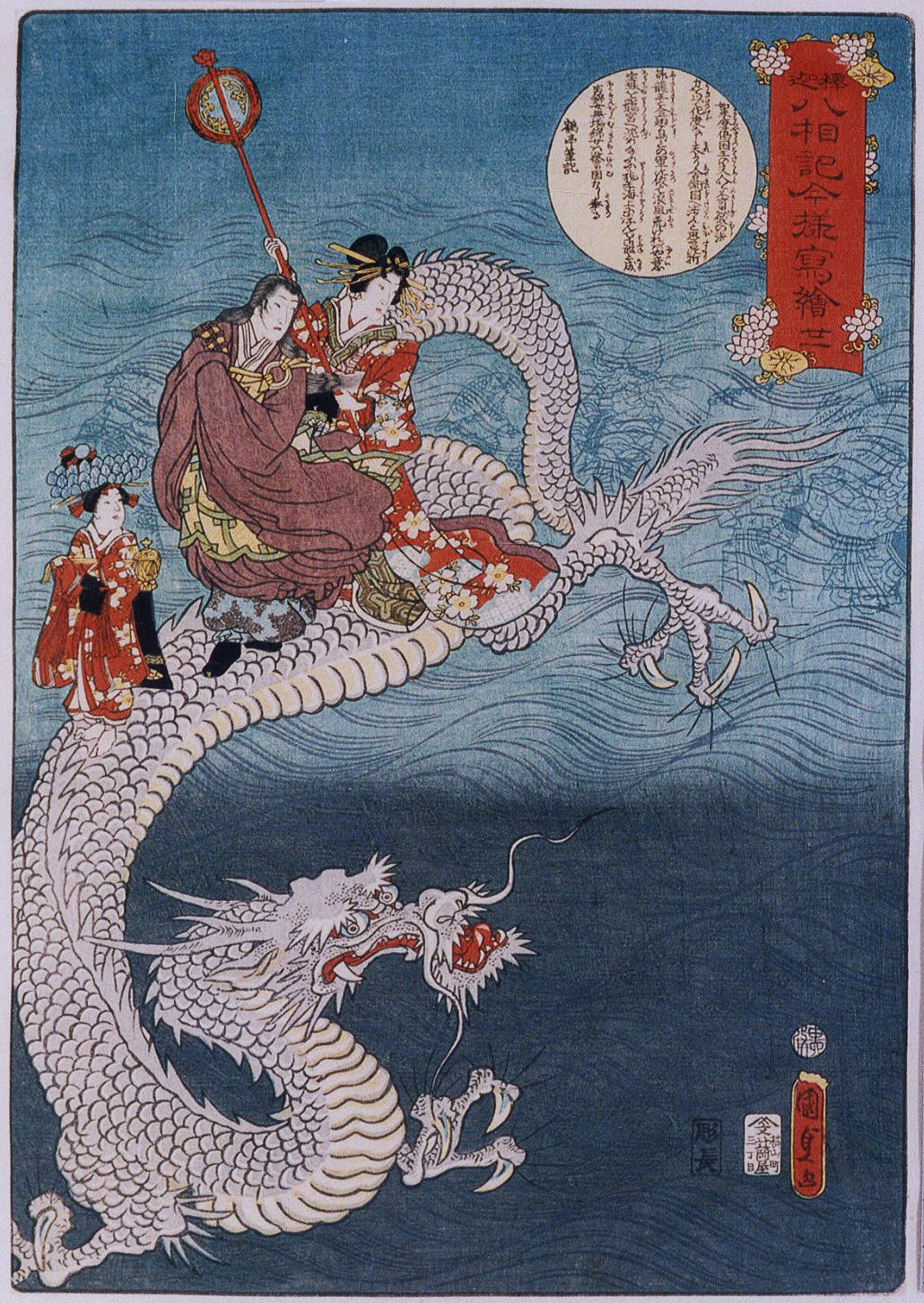
Ilustración del siglo de un dragón japonés, una de tantas criaturas mitológicas que salen en este manga.

El mangaka diseñó a Yuna antes de desarrollar el concepto de la obra y, después de que su editor le sugiriera madurar una sinopsis con base en el personaje, nació la idea de la posada, un escenario que se le figuraba compatible con ella. Originalmente, el guion era mucho más sombrío: los primeros capítulos se centraban en las vicisitudes que Yuna atravesaba siendo fantasma y en la tristeza que le causaba permanecer en ese estado. Sin embargo, en el momento en que Miura entregó los guiones gráficos de los tres capítulos iniciales a Shōnen Jump con la intención de que serializaran la historia, los responsables de la revista decidieron perfilarla de modo que fuera humorística. Ya en esas instancias tenían planeado el destino final de la fantasma, el principal interrogante del manga.
El equipo programó las primeras revelaciones sobre la vida pasada de la protagonista para la decimosegunda entrega. Con respecto a la construcción del resto del elenco, por citar un ejemplo, a la hora de crear a Nonko, una artista de historieta japonesa, Miura reflejó en esta su rutina laboral. En total, la ilustración de un capítulo llevaba alrededor de una semana, y el procedimiento era enteramente digital; el autor se ocupaba preferentemente del dibujo de los personajes, en tanto los asistentes se encargaban de los fondos.
Durante el proceso creativo, Miura se vio influido por otros mangas, películas y propias situaciones cotidianas. Como se especializa en dibujar ecchi, optó por ilustrar esta obra sin tapujos, si bien el editor Ikeda con frecuencia demandaba que ajustara el contenido y lo hiciera menos sugerente. La publicación de Yuna de la posada Yuragi se produjo en una época donde Shōnen Jump, reconocida por sus títulos de acción y de pelea, apostaba por incorporar material más atrevido en su repertorio. Las figuras femeninas son muchísimas, así que para no caer en el error de olvidarse de alguna, Miura analizaba a qué personaje había dado menos espacio en capítulos recientes, con el fin de que saliera en más escenas. Paralelamente, trataba de determinar también cuál había aparecido en demasía últimamente, para relegarlo a segundo plano en próximas historias. Más allá de eso, deliberadamente concedía mayor espacio a los personajes que sabía eran populares entre el público.

## Contenido

### Manga
El 31 de enero de 2016 la semanal Shōnen Jump, de la editorial japonesa Shūeisha, desveló en su página web dos imágenes de lo que serían sus próximos mangas, uno de los cuales era Yuna de la posada Yuragi, cuyo primer capítulo se lanzó en el décimo número de la revista, el 8 de febrero. El estreno se acompañó de la publicación del one-shot durante dos semanas seguidas. Las historias se recopilaron en volúmenes tankōbon, el primero de los cuales salió al mercado el 3 de junio de ese año y contiene 192 páginas. En tanto, se pudo acceder a la versión digital a partir del 17 de junio, y a otra de ese estilo, pero en color, desde el 4 de abril de 2017. Fue uno de los doce títulos que se presentaron en la exposición «Jump Festa '18», celebrada en Makuhari Messe entre el 16 y 17 de diciembre de 2017, y el único que en ese momento no había sido adaptado a anime.

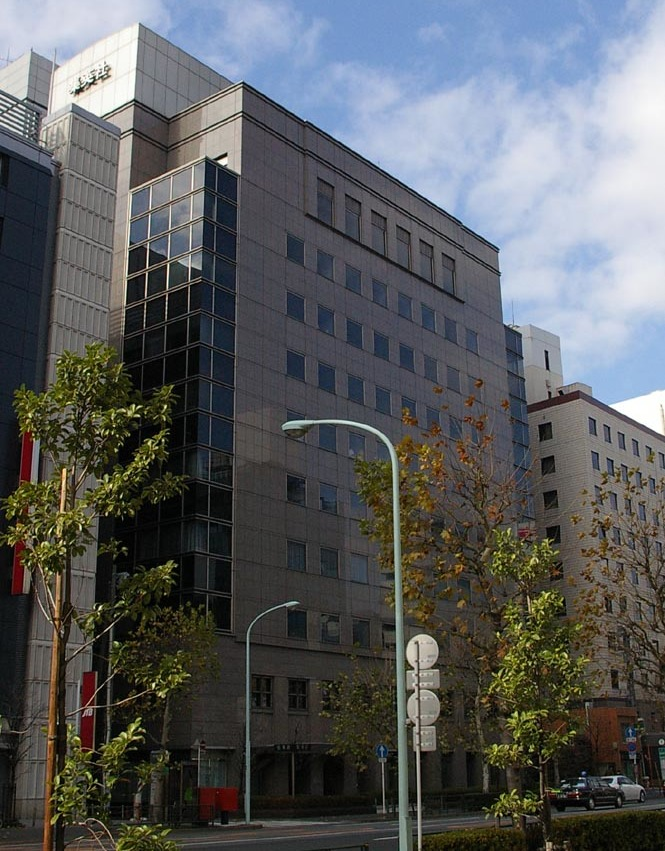
Oficinas de la editorial Shūeisha en Tokio

El capítulo 181, que salió en el número 48 de ese año, consiguió sortear la censura impuesta por la editorial. La portada enseñaba el cuerpo desnudo de Yuna, con los pezones borroneados, pero los lectores rápidamente se dieron cuenta de que superponiendo la ilustración con la página que le seguía, al trasluz era posible ver la escena sin impedimentos. El hecho no estuvo exento de controversia y provocó que el rendimiento comercial de la entrega en cuestión fuera un fracaso. La obra se imprimió en Japón hasta el 4 de diciembre de 2020, fecha de lanzamiento del vigesimocuarto y último tomo, y mismo día en que salió al mercado la versión en formato digital.
La editorial que compró los derechos para editar la serie en inglés es Seven Seas Entertainment y no Viz Media, que por aquel entonces prácticamente tenía exclusividad para licenciar los mangas de Shōnen Jump. Esta versión, de nombre Yuuna and the Haunted Hot Springs —Yuna y las aguas termales embrujadas—, encabezó los títulos digitales y físicos de la en aquella época nueva imprenta de Seven Seas, Ghost Ship, especializada en historias para un público más adulto. La compañía lanzó el primer álbum recopilatorio, de 180 páginas, el 8 de mayo de 2018, y tuvo a Kayla Albarado en la traducción, David Lumsdon en la adaptación y Phil Christie en la rotulación. Ya con Thomas Zimmerman a cargo de la traducción, el último volumen se publicó el 6 de junio de 2023.
La editorial Panini es la encargada de difundir el manga en países hispanohablantes; en España se comenzó a publicar en octubre de 2019, con una periodicidad bimestral. Como parte de una promoción especial, a mediados de 2022 se relanzaron los seis primeros tomos en el país europeo, pero en esta ocasión en un solo paquete, que contenía también un cofre y cuatro posavasos. El último volumen de la edición española se distribuyó a partir del 23 de noviembre de 2023 e incluyó un capítulo adicional, una serie de ilustraciones conmemorativas, y bocetos y diseños de toda clase. La imprenta tiene también los derechos de distribución en Argentina, donde empezó operaciones en febrero de 2021, y en México, cuya versión ya se había difundido desde finales de 2019.
| Lista de volúmenes | Lista de volúmenes      | Lista de volúmenes     | Lista de volúmenes |
| #                  | Fecha de publicación    | ISBN                   |                    |
| ------------------ | ----------------------- | ---------------------- | ------------------ |
| 1                  | 3 de junio de 2016      | ISBN 978-4-08-880715-7 |                    |
| 2                  | 4 de agosto de 2016     | ISBN 978-4-08-880754-6 |                    |
| 3                  | 4 de octubre de 2016    | ISBN 978-4-08-880794-2 |                    |
| 4                  | 2 de diciembre de 2016  | ISBN 978-4-08-880825-3 |                    |
| 5                  | 4 de abril de 2017      | ISBN 978-4-08-881025-6 |                    |
| 6                  | 4 de julio de 2017      | ISBN 978-4-08-881075-1 |                    |
| 7                  | 4 de septiembre de 2017 | ISBN 978-4-08-881201-4 |                    |
| 8                  | 2 de noviembre de 2017  | ISBN 978-4-08-881220-5 |                    |
| 9                  | 4 de enero de 2018      | ISBN 978-4-08-881316-5 |                    |
| 10                 | 4 de abril de 2018      | ISBN 978-4-08-881354-7 |                    |
| 11                 | 4 de julio de 2018      | ISBN 978-4-08-881398-1 |                    |
| 12                 | 4 de octubre de 2018    | ISBN 978-4-08-881590-9 |                    |
| 13                 | 4 de diciembre de 2018  | ISBN 978-4-08-881665-4 |                    |
| 14                 | 4 de febrero de 2019    | ISBN 978-4-08-881718-7 |                    |
| 15                 | 4 de abril de 2019      | ISBN 978-4-08-881794-1 |                    |
| 16                 | 4 de junio de 2019      | ISBN 978-4-08-881864-1 |                    |
| 17                 | 2 de agosto de 2019     | ISBN 978-4-08-882019-4 |                    |
| 18                 | 4 de octubre de 2019    | ISBN 978-4-08-882079-8 |                    |
| 19                 | 4 de diciembre de 2019  | ISBN 978-4-08-882142-9 |                    |
| 20                 | 4 de febrero de 2020    | ISBN 978-4-08-882202-0 |                    |
| 21                 | 3 de abril de 2020      | ISBN 978-4-08-882251-8 |                    |
| 22                 | 4 de junio de 2020      | ISBN 978-4-08-882333-1 |                    |
| 23                 | 4 de septiembre de 2020 | ISBN 978-4-08-882406-2 |                    |
| 24                 | 4 de diciembre de 2020  | ISBN 978-4-08-882496-3 |                    |

### Animaciones originales
Se produjeron cuatro animaciones originales de Yuna de la posada Yuragi, la primera de las cuales está adaptada del capítulo 12 y se estrenó el 4 de julio de 2018, en una unidad Blu-ray incluida en la edición limitada del undécimo volumen del manga. La segunda se lanzó el 4 de octubre de ese año, junto con una versión especial de la duodécima entrega, y relata los sucesos de los capítulos 22 y 31. Dos meses más tarde, se estrenó el tercer episodio, una adaptación de los capítulos 35 y 36 incluida como parte de la edición limitada del decimotercer tomo. La producción de un cuarto OVA se anunció en junio de 2020, y se informó de que se lo incluiría en formato Blu-ray junto con los dos últimos volúmenes del manga. Incluye dos historias: «Cursed Kogarashi» e «In the Nick of Time!? Hot Spring Incident», adaptadas de los capítulos 99 y 141, respectivamente. Las tres primeras producciones las realizó el mismo estudio que el anime, Xebec, mientras que la cuarta corrió a cargo de Signal.MD.

### Anime
| Director             | Tsuyoshi Nagasawa |
| Creador original     | Tadahiro Miura    |
| Composición          | Hideaki Koyasu    |
| Diseño de personajes | Kyoko Taketani    |
| Música               | Tomoki Kikuya     |

La producción de una adaptación a anime se anunció en la quincuagésima edición anual de Shōnen Jump, en noviembre de 2017. No se adelantó más información que esa, pero los detalles se esclarecieron un mes más tarde, en la «Jump Festa '18»: en la dirección tendría a Tsuyoshi Nagasawa, Hideaki Koyasu se haría cargo del guion y el estudio Xebec la animaría. En las primeras fases de la producción, Miura estableció cuáles eran los temas que debían enfatizarse en la adaptación y supervisó el diseño de personajes. Terminado el trabajo del mangaka, Nagasaka tuvo vía libre para plasmar sus ideas, una de las cuales fue realzar las secuencias cómicas. En más de una oportunidad, se configuró que los episodios abordaran dos historias cortas cada uno.
Entre el 14 de julio y el 29 de septiembre de 2018, el programa emitió doce capítulos en, además de otras cadenas, BS11 y Tokyo MX. Unas semanas antes del estreno, Crunchyroll había informado de que transmitiría el anime simultáneamente fuera de Japón. Entre el 26 de septiembre de 2018 y el 27 de marzo de 2019, Aniplex distribuyó unidades en formato Blu-ray y DVD en el país nipón. De la primera forma, se recopiló el contenido en seis entregas de dos episodios cada una, además de lanzarse el 25 de noviembre de 2020 una caja con la serie completa. Los DVD igualmente compilaron los capítulos en seis unidades. La edición de Blu-ray en Reino Unido corrió a cargo de MVM Entertainment y consta de dos discos, que totalizan una duración de trescientos minutos. Se la calificó para mayores de dieciocho años y no está doblada, sino subtitulada. No se incluyó ninguno de los OVA en el paquete. En Norteamérica, el programa está licenciado por Aniplex of America.

#### Banda sonora
Para componer la banda sonora del anime, Tomoki Kikuya se valió tanto de música tradicional japonesa como de riffs de guitarra de estilo rock. Al igual que la narrativa del programa, la música compagina tonos «alegres y atrevidos». El tema de apertura es «Momoiro Typhoon», de Luna Haruna, mientras que el de cierre es «Happen ~Kogarashi ni Fukarete~», interpretado por tres de las actrices de voz: Eri Suzuki —Chisaki—, Miyuri Shimabukuro —Yuna— y Rie Takahashi —Sagiri—. En tanto, los OVA contaron únicamente con una canción de inserción: «JIRIRIN ~Wagamama na Kajitsu~», que también tuvo a varias de las seiyū como vocalistas. El 25 de noviembre de 2020, Sony Music Communications Inc. lanzó Yuragisou no Yuuna-san Original Soundtrack, que consta de 48 pistas, las cuales totalizan una duración de 76 minutos.

### Videojuegos
El 15 de noviembre de 2018, se lanzó al mercado japonés el videojuego de rol y de mazmorras Yuuna and the Haunted Hot Springs: Steam Dungeon, desarrollado por Matrix Software, distribuido por FuRyu y disponible para PlayStation 4. El usuario controla a las protagonistas y avanza a través de calabozos, donde enfrenta monstruos, con la finalidad de rescatar a Kogarashi. En 2023 se produjo una versión para PC y en inglés, Yuuna and the Haunted Hot Springs: The Thrilling Steamy Maze Kiwami, que se incluyó en el catálogo de Steam. Asimismo, en enero de 2024 hubo un relanzamiento del título, en esta ocasión para Nintendo Switch, PlayStation 5, iOS y Android.
Otro videojuego basado en la franquicia es Yuragi-sō no Yūna-san: Dororon Onsen Daikikō, desarrollado por DeNA y destinado a teléfonos móviles y PC. Estuvo disponible entre abril y fines de diciembre de 2019.

## Recepción
Aunque con reservas, la obra recibió comentarios desfavorables de los medios, la mayoría centrados en el fanservice y los personajes femeninos, por ser arquetípicos. Hubo críticas negativas también hacia apartados como la animación del programa o los diseños de personajes, debido a que se aprecian muy simples. Rebecca Silverman, de Anime News Network, quien trazó una comparativa entre los argumentos de Yuna de la posada Yuragi y Love Hina, refiriéndose en malos términos sobre ambos, afirmó sin embargo que la relación de Kogarashi y Yuna está bien construida y que son personajes agradables. Paul Jensen, de ese medio, lo colocó entre los peores animes de la temporada, amparándose en la incapacidad de los últimos episodios de generar dramatismo. De manera semejante, un analista de Anime UK News hizo mención de que, a partir de la segunda parte, se vuelve un anime de harem sumamente genérico, y elogió la banda sonora, a la que consideró adecuada para el tono de la serie. Los críticos de Ramen para Dos son de la opinión de que el manga es mediocre, porque desaprovecha la identidad del protagonista, un exorcista que podría dar ocasión a escenas de acción, para centrarse desmedidamente en el ecchi. Stig Høgset, de THEM Anime Reviews, fue especialmente duro a la hora de definir a Sagiri, creyéndola agresiva y misándrica.
Por su contenido erótico, suscitó opiniones dividas de los lectores de Shōnen Jump, más que cualquier otra serie de esa revista. El 3 de julio de 2017 se publicaron, en la portada de la edición n.° 31 de ese año, los resultados de una encuesta de popularidad sobre los personajes del manga. La información se acompañó de una ilustración, donde se aprecia a varias figuras femeninas luciendo microkinis. Esto impulsó críticas en las redes sociales, por considerárselo material inapropiado para una revista cuya demografía principal son niños. Una abogada japonesa llamada Keiko Ōta sugirió a los padres no dejar leer el semanario a sus hijos, porque esta historieta «representa el acoso sexual como un medio de placer», a la vez que Kazue Muta, profesor de Estudios de género en la Universidad de Osaka, afirmó que la serie enseña a los más pequeños a «mirar a las mujeres como si fueran objetos sexuales [y] a no darle importancia a si la otra persona se niega a algo». El mangaka Tatsuya Egawa compartió una opinión marcadamente diferente en su página de Facebook, donde escribió que solamente unos «idiotas» podrían estar a favor de censurar Yuna de la posada Yuragi, que a su juicio es poca cosa en comparación con obras mucho más sugerentes, como Harenchi Gakuen, publicada por Shōnen Jump en 1968.
Entre el 20 de diciembre de 2016 y el 3 de enero de 2017, los lectores del sitio web japonés Goo Ranking participaron en una votación para determinar el manga que «marcaría la próxima generación» y se convertiría en la obra capital de Shōnen Jump. De las más de tres mil personas, 71 eligieron Yuna de la posada Yuragi, lo que lo ubicó en la decimosegunda posición, entre diecinueve candidatos. A mediados de 2022, Animate Times encuestó a sus lectores sobre cuál de todos los mangas de Shōnen Jump recomendarían, y este ocupó la posición n.° 48 de la lista provisional. Para la fecha en que se habían publicado diez volúmenes, la serie acumulaba más de 1 500 000 copias en circulación. La popularidad del título, que se extiende al resto del mundo, impulsó la creación de productos basados en la franquicia, como figuras, juegos de cartas y llaveros. Incluso se confeccionó material de personajes secundarios, como Chisaki Miyasaki, de quien se lanzó una figura a escala vestida de conejita, que estuvo disponible desde septiembre de 2019 en la página web de Animate Online. A pesar de no ser la cara principal, Yaya consiguió una vasta cantidad de seguidores, lo que se atribuyó a su condición de «chica-gato», muy populares en la industria.